# آتشفشان زیمینا
آتشفشان زیمینا (انگلیسی: Zimina) یک کوه آتشفشانی در شبه‌جزیره کامچاتکای کشور روسیه است.